# 西埼灯台
西埼灯台（いりさきとうだい）は、沖縄県八重山郡与那国町の与那国島にある灯台である。

## 概要
東シナ海と太平洋を分かつ先島諸島の与那国島の西端・西崎に立つ。与那国島は日本最西端の島であり、その西端に建つこの灯台は日本最西端の灯台である。気象測器が設置されており、気象情報（風向・風速・気圧）の提供を行っている。
西埼灯台の北西方約230mにある岩礁（トゥイシ）を照射する西埼北西方照射灯（7252.1）を併設している。
なお、同じ与那国島の東端・東崎に立つ東埼灯台（あがりさきとうだい、7251）は日本で2番目に西にある灯台である。

## 歴史
- 1957年（昭和32年） - 琉球政府により建設、11月26日に初点灯。
- 1972年（昭和47年）5月15日 - 沖縄県の本土復帰に伴い管理業務が海上保安庁に移管。
- 1980年（昭和55年）3月30日 - 改築。太陽電池式からキセノン回転灯器に変更[8]。
- 1997年（平成9年）3月 - キセノンランプからメタルハライドランプを使用したLU-M型灯器に交換。

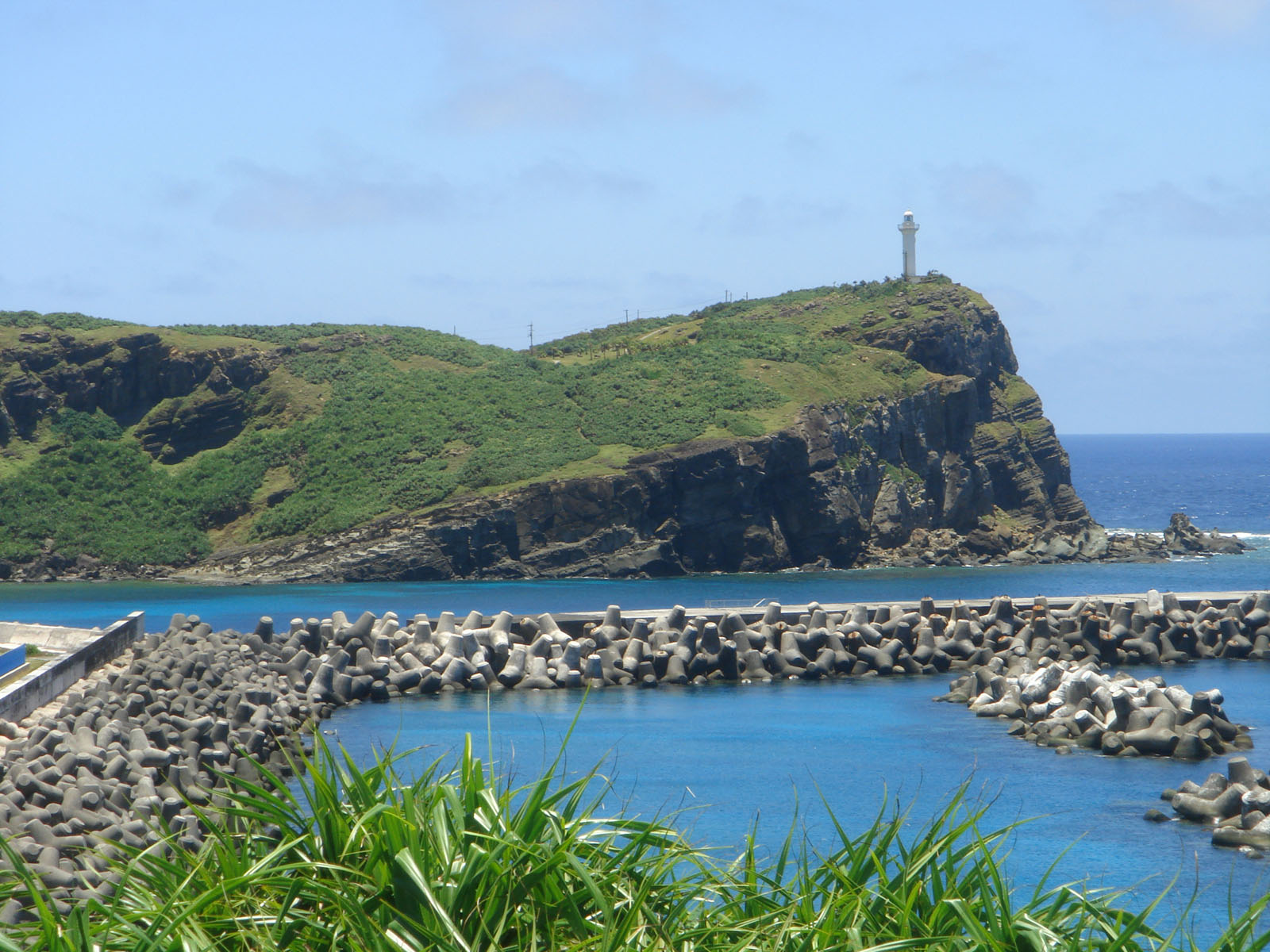
西崎と西埼灯台（久部良港から西崎の突端を望む）
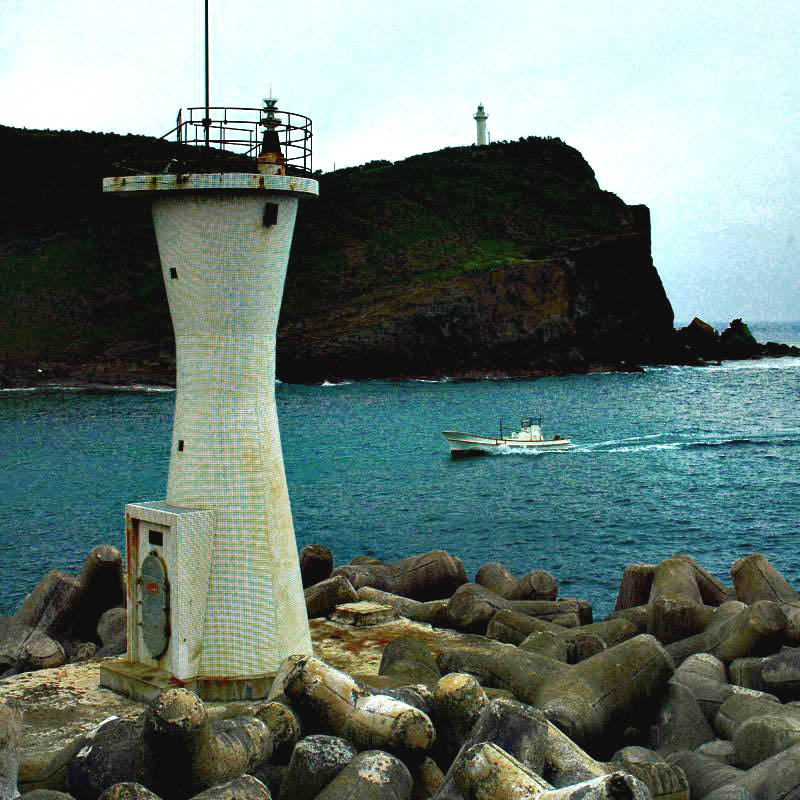
久部良港西崎防波堤灯台と西埼灯台